# Art Still
Arthur Barry Still (Camden, 5 dicembre 1955) è un ex giocatore di football americano statunitense che ha giocato nel ruolo di defensive end nella National Football League (NFL). Fu scelto come secondo assoluto nel Draft NFL 1978 dai Kansas City Chiefs. Al college giocò a football all'Università del Kentucky.

## Carriera
Still fu scelto come secondo assoluto nel Draft 1978 dai Kansas City Chiefs. Divenne subito titolare, venendo inserito nella formazione ideale dei rookie nel 1978. Nel 1980, Still mise a segno 14½ sack, venendo convocato per il suo primo Pro Bowl, selezione avvenuta anche nei due anni successivi. Nel 1983 passò a una dieta completamente vegetariana, che gli fece perdere diverso peso. Si riprese nel 1984 quando venne inserito nel Second-team All-Pro e convocato per il suo quarto e ultimo Pro Bowl, in un anno in cui pareggiò il suo primato di 14½ sack. Nel 1986 fece registrare 10½ sack coi Chiefs che tornarono ai playoff.
Still fu premiato come miglior giocatore dei Chiefs nel 1980 e 1984 ed è terzo nella classifica di tutti i tempi della franchigia con 72½ sack, oltre a 922 tackle e 11 fumble recuperati. Per sei stagioni guidò la franchigia in sack e per tre volte in tackle. Fu scambiato coi Buffalo Bills nel 1988 e con essi disputò le ultime due stagioni della carriera.
Nel 2015, Still è stato inserito nella College Football Hall of Fame.

## Palmarès
- Convocazioni al Pro Bowl: 4

1980, 1981, 1982, 1984
- All-Pro: 2

1980, 1984
- All-Rookie team - 1978
- College Football Hall of Fame

## Statistiche
| Sack       | 72,5 |
| Intercetti | 1    |